# 口外糙苏
口外糙苏（学名：Phlomis jeholensis）为唇形科糙苏属下的一个种。

## 扩展阅读
- 維基物種上的相關：口外糙苏